# Tobias Vibe
Tobias Nygård Vibe (Lødingen, 19 agosto 1990) è un giocatore di calcio a 5 e calciatore norvegese, difensore del Vesterålen e difensore dell'Ulfstind.

## Carriera
Vibe ha vestito la maglia del Sortland, prima di passare al Senja nel 2010. Il 14 febbraio 2013 è stato reso noto il suo passaggio all'Hødd, a cui si è legato con un contratto triennale. Ha esordito in 1. divisjon in data 5 maggio 2013, subentrando a Pål André Helland nella vittoria per 0-2 arrivata sul campo dello Strømmen. In virtù del secondo posto finale nel Norgesmesterskapet 2012, l'Hødd ha partecipato all'Europa League 2013-2014: il 25 luglio 2013, Vibe ha debuttato così nelle competizioni europee per club, venendo schierato titolare nella sconfitta per 2-0 subita contro l'Aqtöbe.
Il 12 febbraio 2014, Vibe è passato al Tromsdalen con la formula del prestito. Ha giocato la prima partita con questa maglia il 13 aprile, schierato titolare nel pareggio per 1-1 arrivato in casa della sua ex squadra dell'Hødd. Al termine di quella stessa stagione, il Tromsdalen è retrocesso in 2. divisjon. La squadra ha comunque riscattato il giocatore, che è rimasto al Tromsdalen a titolo definitivo.
A partire dal campionato 2015-2016, Vibe ha cominciato a giocare anche per il Vesterålen, compagine di calcio a 5 militante nella massima divisione norvegese. Come permesso dai regolamenti locali, ha continuato anche la propria attività con il Tromsdalen, contribuendo alla promozione in 1. divisjon arrivata alla fine del campionato 2016. Il 5 gennaio 2018 ha prolungato il contratto che lo legava al club per una stagione.
Nel 2018 ha lasciato il Vesterålen, passando al Berserk. Ad inizio 2019, ha fatto ritorno al Vesterålen. Non ha comunque concluso il campionato in squadra, perché il 20 gennaio 2019 ha firmato un contratto annuale con i finlandesi dell'HIFK. Il 6 aprile 2019 ha esordito in Veikkausliiga, schierato titolare nella sconfitta per 1-0 subita in casa dello SJK. Il 27 luglio successivo, Vibe ha rescisso il contratto che lo legava al club.
Ad agosto 2019 ha fatto ritorno in Norvegia, all'Alta. È tornato a calcare i campi della 2. divisjon in data 10 agosto, schierato titolare nel 2-0 inflitto all'Oppsal. Il 25 agosto ha trovato il primo gol, nella vittoria per 3-2 sull'Asker.
Nel 2020 ha fatto ritorno al Tromsdalen. Il 10 luglio ha disputato la prima partita in squadra, schierato titolare nella sconfitta per 1-0 arrivata in casa dell'Alta.

## Statistiche

### Presenze e reti nei club
Statistiche aggiornate al 30 maggio 2023.
| Stagione          | Club              | Campionato        | Campionato | Campionato | Coppe nazionali | Coppe nazionali | Coppe nazionali | Coppe continentali | Coppe continentali | Coppe continentali | Supercoppe | Supercoppe | Supercoppe | Totale | Totale |
| Stagione          | Club              | Comp              | Pres       | Reti       | Comp            | Pres            | Reti            | Comp               | Pres               | Reti               | Comp       | Pres       | Reti       | Pres   | Reti   |
| ----------------- | ----------------- | ----------------- | ---------- | ---------- | --------------- | --------------- | --------------- | ------------------ | ------------------ | ------------------ | ---------- | ---------- | ---------- | ------ | ------ |
| 2008              | Sortland          | 3D                | ?          | ?          | CN              | ?               | ?               | -                  | -                  | -                  | -          | -          | -          | ?      | ?      |
| 2009              | Sortland          | 3D                | ?          | ?          | CN              | ?               | ?               | -                  | -                  | -                  | -          | -          | -          | ?      | ?      |
| Totale Sortland   | Totale Sortland   | Totale Sortland   | ?          | ?          |                 | ?               | ?               |                    | -                  | -                  |            | -          | -          | ?      | ?      |
| 2010              | Senja             | 2D                | ?          | ?          | CN              | ?               | ?               | -                  | -                  | -                  | -          | -          | -          | ?      | ?      |
| 2011              | Senja             | 2D                | ?          | ?          | CN              | ?               | ?               | -                  | -                  | -                  | -          | -          | -          | ?      | ?      |
| 2012              | Senja             | 2D                | 23         | 3          | CN              | 1               | 0               | -                  | -                  | -                  | -          | -          | -          | 24     | 3      |
| Totale Senja      | Totale Senja      | Totale Senja      | 23+        | 3+         |                 | 1+              | 0+              |                    | -                  | -                  |            | -          | -          | 24+    | 3+     |
| 2013              | Hødd              | 1D                | 13         | 0          | CN              | 0               | 0               | UEL                | 1                  | 0                  | -          | -          | -          | 14     | 0      |
| 2014              | Tromsdalen        | 1D                | 25         | 0          | CN              | 2               | 0               | -                  | -                  | -                  | -          | -          | -          | 27     | 0      |
| 2015              | Tromsdalen        | 2D                | 24         | 1          | CN              | 3               | 1               | -                  | -                  | -                  | -          | -          | -          | 27     | 2      |
| 2016              | Tromsdalen        | 2D                | 23         | 2          | CN              | 1               | 0               | -                  | -                  | -                  | -          | -          | -          | 24     | 2      |
| 2017              | Tromsdalen        | 1D                | 28         | 2          | CN              | 0               | 0               | -                  | -                  | -                  | -          | -          | -          | 28     | 2      |
| 2018              | Tromsdalen        | 1D                | 7          | 0          | CN              | 1               | 0               | -                  | -                  | -                  | -          | -          | -          | 8      | 0      |
| gen.-lug. 2019    | HIFK              | VL                | 8          | 0          | CF              | 0               | 0               | -                  | -                  | -                  | -          | -          | -          | 8      | 0      |
| ago.-dic. 2019    | Alta              | 2D                | 11         | 1          | CN              | -               | -               | -                  | -                  | -                  | -          | -          | -          | 11     | 1      |
| 2020              | Tromsdalen        | 2D                | 14         | 0          | -               | -               | -               | -                  | -                  | -                  | -          | -          | -          | 14     | 0      |
| 2021              | Tromsdalen        | 2D                | 26         | 2          | CN              | 1               | 0               | -                  | -                  | -                  | -          | -          | -          | 27     | 2      |
| 2022              | Tromsdalen        | 2D                | 24         | 0          | CN              | 2               | 0               | -                  | -                  | -                  | -          | -          | -          | 26     | 0      |
| Totale Tromsdalen | Totale Tromsdalen | Totale Tromsdalen | 171        | 7          |                 | 10              | 1               |                    | -                  | -                  |            | -          | -          | 181    | 8      |
| 2023              | Ulfstind          | 4D                | 6          | 0          | CN              | 0               | 0               | -                  | -                  | -                  | -          | -          | -          | 6      | 0      |
| Totale            | Totale            | Totale            | 232+       | 11+        |                 | 11+             | 1+              |                    | 1                  | 0                  |            | -          | -          | 217+   | 10+    |